# Kajakarstwo górskie
Kajakarstwo górskie – pływanie kajakiem po górskich rzekach lub innych ciekach wodnych o podobnym charakterze.
Można mówić co najmniej o pięciu konkurencjach kajakarstwa górskiego:
- zjazd – wyścig na określonej trasie bez bramek,
- slalom – wyścig trasą wyznaczoną bramkami,
- river running – spływanie po rzekach górskich,
- creeking – spływanie po wąskich strumieniach o bardzo dużym spadku,
- freestyle (playboating, rodeo) – konkurencja kajakowa polegająca na wykonywaniu akrobacji. Odbywają się zawody, w których występy kajakarzy są punktowane przez sędziów.

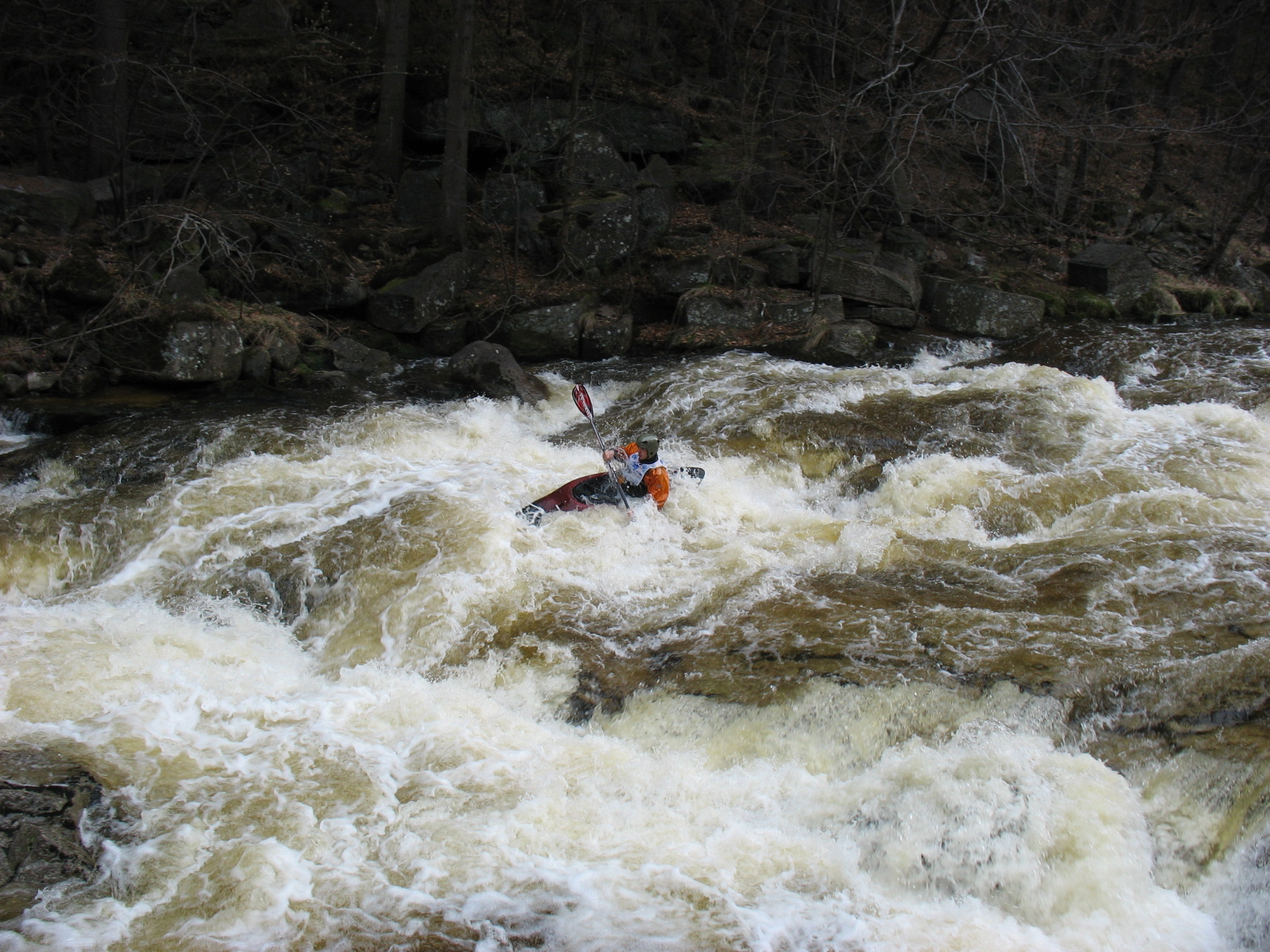
river running (rzeka Kamienna)
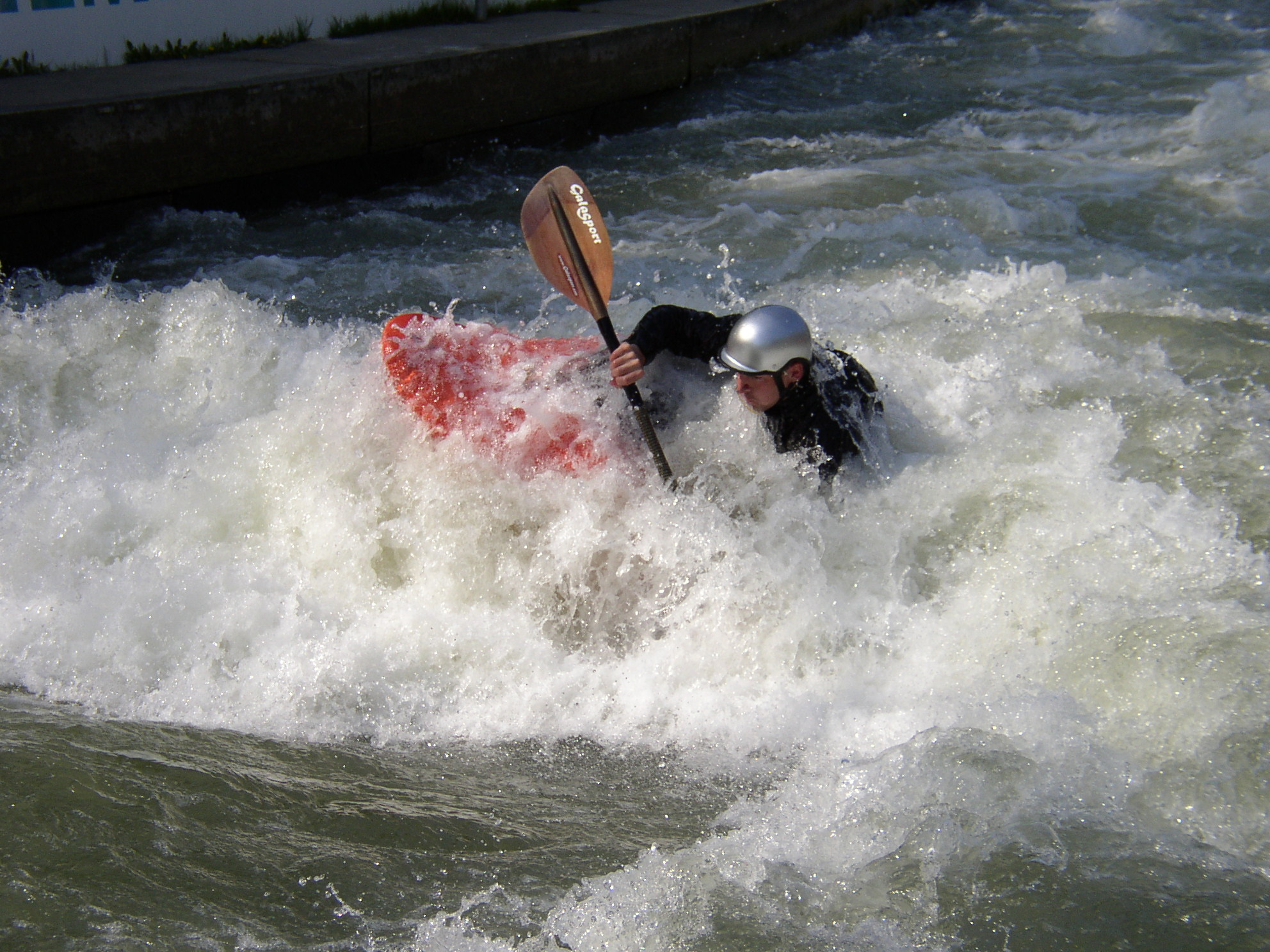
playboating
- Pokaz wywrotki kajaka, odwrócenie kajaka przy pomocy wiosła (technika stosowana przez zawodników wyczynowych)

Generalnie kajakarstwo górskie dzieli się na dwa główne nurty:
- wyczynowy (slalom, zjazd), polegający na pływaniu (głównie po torach) w celu uzyskaniu lepszego wyniku czasowego (punktowego),
- turystyczny (river running, creeking), polegający na pływaniu po rzekach dla samego pływania.

Na wyposażeniu uczestnika jest kajak, wiosło, pianka neoprenowa lub suchy kombinezon, kask, kamizelka asekuracyjna oraz fartuch.
W Polsce najlepsze warunki do uprawiania kajakarstwa górskiego panują na rzekach Białce i Kamiennej (na której co roku odbywają się Mistrzostwa w Kajakarstwie Górskim „AMP Kamienna”) oraz na Dunajcu w Szczawnicy. W Polsce znajduje się też kilka sztucznych torów kajakowych: w Krakowie, w Drzewicy i w Zabrzeży koło Łącka. Istnieje także naturalny tor do slalomu na Kwisie w Leśnej koło Lubania (Dolny Śląsk).